# Меллер-Закомельский, Фёдор Иванович
Барон Фёдор Иванович Ме́ллер-Закоме́льский (25 мая 1772 — 9 августа 1848) — российский полковой и бригадный командир, участник Наполеоновских войн, генерал-майор Русской императорской армии, шеф Каргопольского драгунского полка в 1801 — 1808 гг. Кавалер ордена св. Георгия IV-й степени.
Гражданский губернатор Могилёва в 1820 — 1822 гг.

## Происхождение
Младший сын генерал-аншефа барона И. И. Меллер-Закомельского, младший брат генерал-лейтенанта Его́ра Ива́новича Ме́ллер-Закоме́льского и генерала от артиллерии Петра Ивановича Ме́ллер-Закоме́льского.
Отец его, барон Иван Иванович происходил из семьи Меллер — «немецкой нации мещан лютеранского закона». Фёдор Иванович родился и рос младшим ребёнком в многодетной семье — у него было пятеро братьев и трое сестёр. Все они до 30 июня 1789 года — даты возведения их отца в баронское Российской империи достоинство — носили фамилию Меллер.

## Военная служба
Военную службу Меллер-Закомельский начал в 1786 "в чине армии капитанском" адъютантом при своем отце, бароне Иване Ивановиче, в сентябре того же года он — уже майор.  При отце же состоя в 1790 году, участвовал в осаде крепости Килия, где Иван Иванович получил тяжёлое ранение и через 4 дня скончался.
18 октября 1790 года назначен в чине подполковника в Харьковский легкоконный полк сверх комплекта.
5 мая 1792 года переведён в Тверской карабинерный полк сверх комплекта. На самом деле в 1791 — 1795 гг. состоял в «особой комиссии» под командованием Валериана Зубова, с которым совершил поход на Варшаву при подавлении восстания Костюшко. За этот поход получил ордена  св. Владимира и св. Георгия 4-й степени.
Во время Персидского похода 21 апреля 1796 года в Кавказской линии генерал-аншефом Гудовичем «дан в команду волонтеру подполковнику Меллер-Закомельскому» Волгский казачий полк, с которым проделал поход на Дербент. С 3 июня 1796 года — полковник. С 18 декабря 1796 года — полковник Астраханского драгунского полка.
По воцарении императора Павла I — в кратковременной отставке.
Вновь призван в службу с братом Егором (отсюда в документах Егор — "Миллер-Закомельский 1-й", Фёдор — "Миллер-Закомельский 2-й")  30 ноября 1800 года с определением "в драгунский графа Палена 3-го полк" Так Фёдор Иванович попал в полк, с которым и во главе которого ему вновь суждено было снискать себе ратную славу. 15 марта 1801 года указом Александра I произведён в генерал-майоры с назначением командиром того же полка, а уже 20 марта был назначен шефом этого полка с переименованием последнего в Драгунский генерал-майора барона Меллер-Закомельского полк (с 29 марта — вновь Каргопольский драгунский полк).

### Война Третьей коалиции
Активный участник войны против Наполеона в 1805 году. В битве под Аустерлицем полк Меллера — в составе корпуса князя Багратиона, войска которого стойко отражали натиск французов, а затем составили арьергард и прикрывали отход главных сил.

### Война Четвертой коалиции
В кампаниях 1806—1807 гг. полк под командованием Фёдора Ивановича отличился в сражениях при Пултуске, Прейсиш-Эйлау, Гейльсберге и Фридланде в Восточной Пруссии. За бой у Эйлау генерал-майор Меллер-Закомельский был лично пожалован Государем Орденом Святого Владимира 3-й степени При Гейльсберге и Фридланде Фёдор Иванович, как старший по выслуге генерал-майор, командовал уже бригадою из 4-х кавалерийских полков. В 1806 году в течение 1,5 месяцев командовал Дерптским драгунским полком, возвращён к командованию Каргопольским драгунским полком 5 октября 1806 года. Уволен от службы по болезни 5 ноября 1808 года.

## Могилёвский губернатор
19 февраля 1820 года Высочайшим Указом бы переименован в действительные статские советники с повелением принять обязанности службы гражданского губернатора Могилёва, каковые Фёдор Иванович исполнял до 24 июля 1822 года.

## Личная жизнь
Фёдор Иванович после отставки проживал в унаследованном от отца поместье. С 1805 года был женат на княжне Варваре Яковлевне Козловской — старшей внучке последнего елизаветинского Обер-прокурора Синода князя Козловского  — и имел в законном браке сына и дочерей. Известно, что после кончины генерала они испрашивали себе у Государя пенсию - и таковая была им назначена.
Скончался 9 августа 1848 года у себя в поместье в возрасте 76 лет и погребен был на кладбище Маклоковской церкви Велижского уезда Витебской губернии.

## Награды
- Орден Святого Георгия 4-й ст. (1792)
- Орден Святого Владимира 4-й ст. (1794)
- Орден Святого Владимира 3-й ст. (1807)